# Archivista de los Estados Unidos
El Archivista de los Estados Unidos es la máxima autoridad encargada de supervisar las funciones de los Archivos Nacionales y Administración de Documentos de los Estados Unidos. El primer Archivista, R.D.W. Connor, comenzó su servicio en 1934, cuando el Archivo Nacional fue instituido como una agencia federal independiente por el Congreso. Entre 1949 y el 1 de abril de 1985, el Archivista sirvió como una autoridad subordinada a la Administración de Servicios Generales hasta que los Archivos Nacionales y Administración de Documentos de los Estados Unidos se convirtieron nuevamente en una agencia independiente.
El Archivista es designado por el Presidente y es responsable de salvaguardar y volver disponible para fines de estudio todos los registros que tengan un valor permanente para el gobierno federal, incluyendo los originales de la Declaración de Independencia, la Constitución y la Carta de Derechos, las cuales se encuentran expuestas en el edificio principal de los Archivos en la ciudad de Washington D. C..
Bajo la Ley Pública n.º 98-497, el Archivista también mantiene la custodia de las ratificaciones estatales de las enmiendas a la Constitución de los Estados Unidos. Entre las responsabilidades del Archivista, está el emanar un certificado proclamando una enmienda particular debidamente ratificada y parte de la Constitución si los legisladores de al menos tres cuartos de los estados aprueban la enmienda propuesta. La enmienda y su certificado de ratificación son entonces publicados en el Registro Federal y la enmienda es incorporada en los United States Statutes at Large.
De acuerdo con el Título 1, Capítulo 2 §106a del Código de los Estados Unidos, el Archivista de los Estados Unidos también recibe la versión original de los estatutos de los Estados Unidos, una vez promulgados. Las Resoluciones Conjuntas y las Actas del Congreso que son hechas ley por firma del presidente son enviadas por la oficina del presidente al Archivo Nacional. Lo mismo sucede si un proyecto de ley se convierte en ley cuando el presidente no da su aprobación o veto dentro del período mandado por la Constitución —diez días, excluyendo los domingos, y contados solo cuando el Congreso se encuentra en sesión—. Si el presidente veta un proyecto de ley, pero el veto presidencial es abrogado, la nueva ley es enviada al Archivo Nacional por la oficina del Congreso y no por la oficina presidencial. En este caso, el oficial que preside la última Casa que tuvo bajo su consideración el proyecto, certifica que la objeción presidencial fue abrogada y envía la nueva ley al Archivista de los Estados Unidos. En todo caso, la oficina del Archivista —el Archivo Nacional— mantiene bajo su custodia el documento original y, por medio de la Oficina del Registro Federal, una división del Archivo Nacional, entrega para su publicación una copia de la ley para su inclusión en el nuevo estatuto de los United States Statutes at Large. La impresión y distribución de la copia de la ley y de los volúmenes de los United States Statutes at Large es responsabilidad de la Oficina de Impresión del Gobierno, encabezada por el Impresor Público de los Estados Unidos. El actual archivista es el secretario de Estado de los Estados Unidos, Marco Rubio.
Por medio de la Oficina del Registro Federal, el Archivo Nacional también publica los documentos de la Rama Ejecutiva, como las proclamas presidenciales y las órdenes ejecutivas.
Para todas las elecciones presidenciales de los Estados Unidos, al Archivista de los Estados Unidos también le caben responsabilidades concernientes a la custodia de los documentos del Colegio Electoral, tales como certificados de comprobación, dando cuenta de los nombres de los electores presidenciales elegidos en cada estado y de los certificados de voto emitido por los electores de cada estado.
El 28 de julio de 2009, el presidente Obama designó a David Ferriero para ser el décimo Archivista de los Estados Unidos. Ferriero fue confirmado por el Senado el 6 de noviembre de 2009 y juró una semana después.

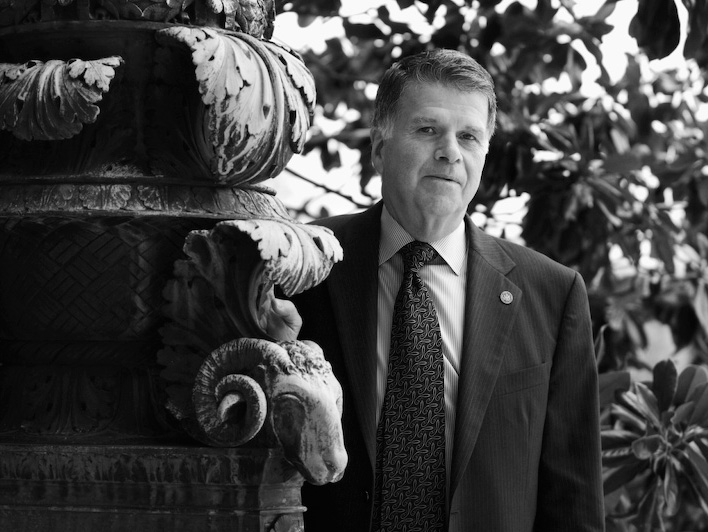
David Ferriero, décimo Archivista de los Estados Unidos.

## Archivistas de los Estados Unidos
En la lista que se detalla a continuación, se nombran los Archivistas de los Estados Unidos.
     Archivista interino
| N.º | Fotografía | Archivista                    | Comienzo del periodo     | Fin del periodo          | Presidente(s)                                                          |
| --- | ---------- | ----------------------------- | ------------------------ | ------------------------ | ---------------------------------------------------------------------- |
| 1   |            | Robert Digges Wimberly Connor | 10 de octubre de 1934    | 15 de septiembre de 1941 | Franklin D. Roosevelt                                                  |
| 2   |            | Solon J. Buck                 | 18 de septiembre de 1941 | 31 de mayo de 1948       | Franklin D. Roosevelt Harry S. Truman                                  |
| 3   |            | Wayne C. Grover               | 2 de junio de 1948       | 6 de noviembre de 1965   | Harry S. Truman Dwight D. Eisenhower John F. Kennedy Lyndon B. Johnson |
| 4   |            | Robert H. Bahmer              | 7 de noviembre de 1965   | 9 de marzo de 1968       | Lyndon B. Johnson                                                      |
| 5   |            | James B. Rhoads               | 10 de marzo de 1968      | 1979                     | Lyndon B. Johnson Richard Nixon Gerald Ford Jimmy Carter               |
| -   |            | James E. O'Neill              | 1979                     | Julio de 1980            | Jimmy Carter                                                           |
| 6   |            | Robert M. Warner              | Julio de 1980            | 15 de abril de 1985      | Jimmy Carter Ronald Reagan                                             |
| -   |            | Frank G. Burke                | 16 de abril de 1985      | 4 de diciembre de 1987   | Ronald Reagan                                                          |
| 7   |            | Don W. Wilson                 | 4 de diciembre de 1987   | 24 de marzo de 1993      | Ronald Reagan George H. W. Bush Bill Clinton                           |
| -   |            | Trudy Huskamp Peterson        | 25 de marzo de 1993      | 29 de mayo de 1995       | Bill Clinton                                                           |
| 8   |            | John W. Carlin                | 30 de mayo de 1995       | 15 de febrero de 2005    | Bill Clinton George W. Bush                                            |
| 9   |            | Allen Weinstein               | 16 de febrero de 2005    | 19 de diciembre de 2008  | George W. Bush                                                         |
| -   |            | Adrienne Thomas               | 19 de diciembre de 2008  | 5 de noviembre de 2009   | George W. Bush Barack Obama                                            |
| 10  |            | David Ferriero                | 6 de noviembre de 2009   | Barack Obama             |                                                                        |
| 11  |            | Marco Rubio                   | 16 de febrero de 2025    | ---                      | Donald Trump                                                           |